# Manchester United F.C. mùa bóng 1910–11
Mùa giải 1910-11 là mùa giải thứ 19 của Manchester United trong Liên đoàn bóng đá và thứ tư trong giải Hạng nhất..

## Giải bóng đá hạng nhất (First Division)
| Thời gian            | Đối thủ             | H/A | Tỷ số Bt-Bb | Cầu thủ ghi bàn                       | Số lượng khán giả |
| -------------------- | ------------------- | --- | ----------- | ------------------------------------- | ----------------- |
| 1 tháng 9 năm 1910   | Arsenal             | A   | 2 – 1       | Halse, West                           | 15,000            |
| 3 tháng 9 năm 1910   | Blackburn Rovers    | H   | 3 – 2       | Meredith, Turnbull, West              | 40,000            |
| 10 tháng 9 năm 1910  | Nottingham Forest   | A   | 1 – 2       | Turnbull                              | 20,000            |
| 17 tháng 9 năm 1910  | Manchester City     | H   | 2 – 1       | Turnbull, West                        | 60,000            |
| 24 tháng 9 năm 1910  | Everton             | A   | 1 – 0       | Turnbull                              | 25,000            |
| 1 tháng 10 năm 1910  | Sheffield Wednesday | H   | 3 – 2       | Wall (2), West                        | 25,000            |
| 8 tháng 10 năm 1910  | Bristol City        | A   | 1 – 0       | Halse                                 | 20,000            |
| 15 tháng 10 năm 1910 | Newcastle United    | H   | 2 – 0       | Halse, Turnbull                       | 50,000            |
| 22 tháng 10 năm 1910 | Tottenham Hotspur   | A   | 2 – 2       | West (2)                              | 30,000            |
| 29 tháng 10 năm 1910 | Middlesbrough       | H   | 1 – 2       | Turnbull                              | 35,000            |
| 5 tháng 11 năm 1910  | Preston North End   | A   | 2 – 0       | Turnbull, West                        | 13,000            |
| 12 tháng 11 năm 1910 | Notts County        | H   | 0 – 0       |                                       | 13,000            |
| 19 tháng 11 năm 1910 | Oldham Athletic     | A   | 3 – 1       | Turnbull (2), Wall                    | 25,000            |
| 26 tháng 11 năm 1910 | Liverpool           | A   | 2 – 3       | Roberts, Turnbull                     | 8,000             |
| 3 tháng 12 năm 1910  | Bury                | H   | 3 – 2       | Homer (2), Turnbull                   | 7,000             |
| 10 tháng 12 năm 1910 | Sheffield United    | A   | 0 – 2       |                                       | 8,000             |
| 17 tháng 12 năm 1910 | Aston Villa         | H   | 2 – 0       | Turnbull, West                        | 20,000            |
| 24 tháng 12 năm 1910 | Sunderland          | A   | 2 – 1       | Meredith, Turnbull                    | 30,000            |
| 26 tháng 12 năm 1910 | Arsenal             | H   | 5 – 0       | Picken (2), West (2), Meredith        | 40,000            |
| 27 tháng 12 năm 1910 | Bradford City       | A   | 0 – 1       |                                       | 35,000            |
| 31 tháng 12 năm 1910 | Blackburn Rovers    | A   | 0 – 1       |                                       | 20,000            |
| 2 tháng 1 năm 1911   | Bradford City       | H   | 1 – 0       | Meredith                              | 40,000            |
| 7 tháng 1 năm 1911   | Nottingham Forest   | H   | 4 – 2       | Homer, Picken, Wall, own goal         | 10,000            |
| 21 tháng 1 năm 1911  | Manchester City     | A   | 1 – 1       | Turnbull                              | 40,000            |
| 28 tháng 1 năm 1911  | Everton             | H   | 2 – 2       | Duckworth, Wall                       | 45,000            |
| 11 tháng 2 năm 1911  | Bristol City        | H   | 3 – 1       | Homer, Picken, West                   | 14,000            |
| 18 tháng 2 năm 1911  | Newcastle United    | A   | 1 – 0       | Halse                                 | 45,000            |
| 4 tháng 3 năm 1911   | Middlesbrough       | A   | 2 – 2       | Turnbull, West                        | 8,000             |
| 11 tháng 3 năm 1911  | Preston North End   | H   | 5 – 0       | West (2), Connor, Duckworth, Turnbull | 25,000            |
| 15 tháng 3 năm 1911  | Tottenham Hotspur   | H   | 3 – 2       | Meredith, Turnbull, West              | 10,000            |
| 18 tháng 3 năm 1911  | Notts County        | A   | 0 – 1       |                                       | 12,000            |
| 25 tháng 3 năm 1911  | Oldham Athletic     | H   | 0 – 0       |                                       | 35,000            |
| 1 tháng 4 năm 1911   | Liverpool           | H   | 2 – 0       | West (2)                              | 20,000            |
| 8 tháng 4 năm 1911   | Bury                | A   | 3 – 0       | Homer (2), Halse                      | 20,000            |
| 15 tháng 4 năm 1911  | Sheffield United    | H   | 1 – 1       | West                                  | 22,000            |
| 17 tháng 4 năm 1911  | Sheffield Wednesday | A   | 0 – 0       |                                       | 25,000            |
| 22 tháng 4 năm 1911  | Aston Villa         | A   | 2 – 4       | Halse (2)                             | 50,000            |
| 29 tháng 4 năm 1911  | Sunderland          | H   | 5 – 1       | Halse (2), Turnbull, West, own goal   | 10,000            |

| # | Câu lạc bộ        | Tr | T  | H  | B | Bt | Bb | Hs | Điểm |
| - | ----------------- | -- | -- | -- | - | -- | -- | -- | ---- |
| 1 | Manchester United | 38 | 22 | 8  | 8 | 72 | 40 | 32 | 52   |
| 2 | Aston Villa       | 38 | 22 | 7  | 9 | 69 | 41 | 28 | 51   |
| 3 | Sunderland        | 38 | 15 | 15 | 8 | 67 | 48 | 19 | 45   |

## FA Cup
| Thời gian           | Vòng đấu      | Đối thủ         | H/A | Tỷ số Bt-Bb | Cầu thủ ghi bàn | Số lượng khán giả |
| ------------------- | ------------- | --------------- | --- | ----------- | --------------- | ----------------- |
| 14 tháng 1 năm 1911 | Vòng đầu tiên | Blackpool       | A   | 2 – 1       | Picken, West    | 12,000            |
| 4 tháng 2 năm 1911  | Vòng 2        | Aston Villa     | H   | 2 – 1       | Halse, Wall     | 65,101            |
| 25 tháng 2 năm 1911 | Vòng 3        | West Ham United | A   | 1 – 2       | Turnbull        | 26,000            |